# Valle de Neander
El Valle de Neander (en alemán: Neandertal [neˈandɐtaːl]) es un tramo del valle del río Düssel, en el Condado del Monte (Bergisches Land), entre Erkrath y Mettmann, a unos 10 kilómetros al este de Düsseldorf, en el estado de Renania del Norte-Westfalia. Ganó fama mundial con el hallazgo de Neandertal 1, un fósil del pleistoceno de la especie Homo neanderthalensis, que forjó el comienzo de la paleoantropología.

## Denominación

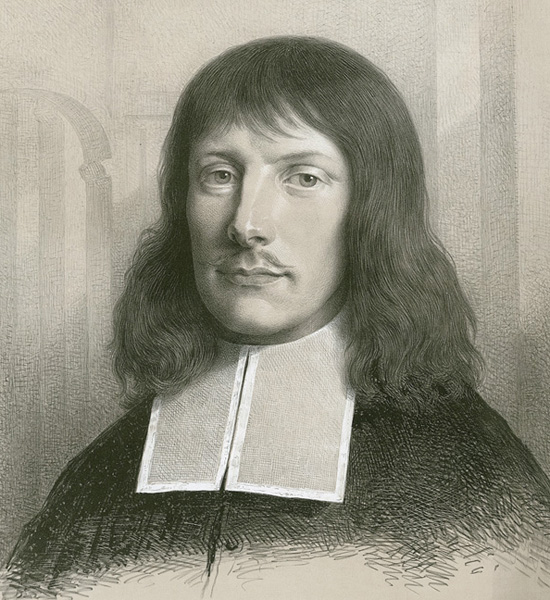
Retrato de Joachim Neander.

El valle de Neander (la palabra alemana Tal o —hasta la reforma ortográfica de 1901— Thal significa «valle», de modo que la voz compuesta Neandertal significa «valle de Neander») era conocido hasta el siglo XIX como «Das Gestein» («La roca» o «El roquerío») o también como Das Hundsklipp («Acantilado del perro»). Esta última denominación aparece a veces escrita sin la letra d (Hunsklipp). Por esto, su origen no es muy claro, aunque se ha intentado relacionar el nombre con los Hunos (en alemán, Hunnen) o con Honnschaft (una división administrativa del Bajo Rin en la Edad Media). El nombre de este accidente geográfico cambió a Neandertal (valle de Neander) a principios de siglo XIX en honor al pastor y compositor de música sacra Joachim Neander.